# Burg Hluboký

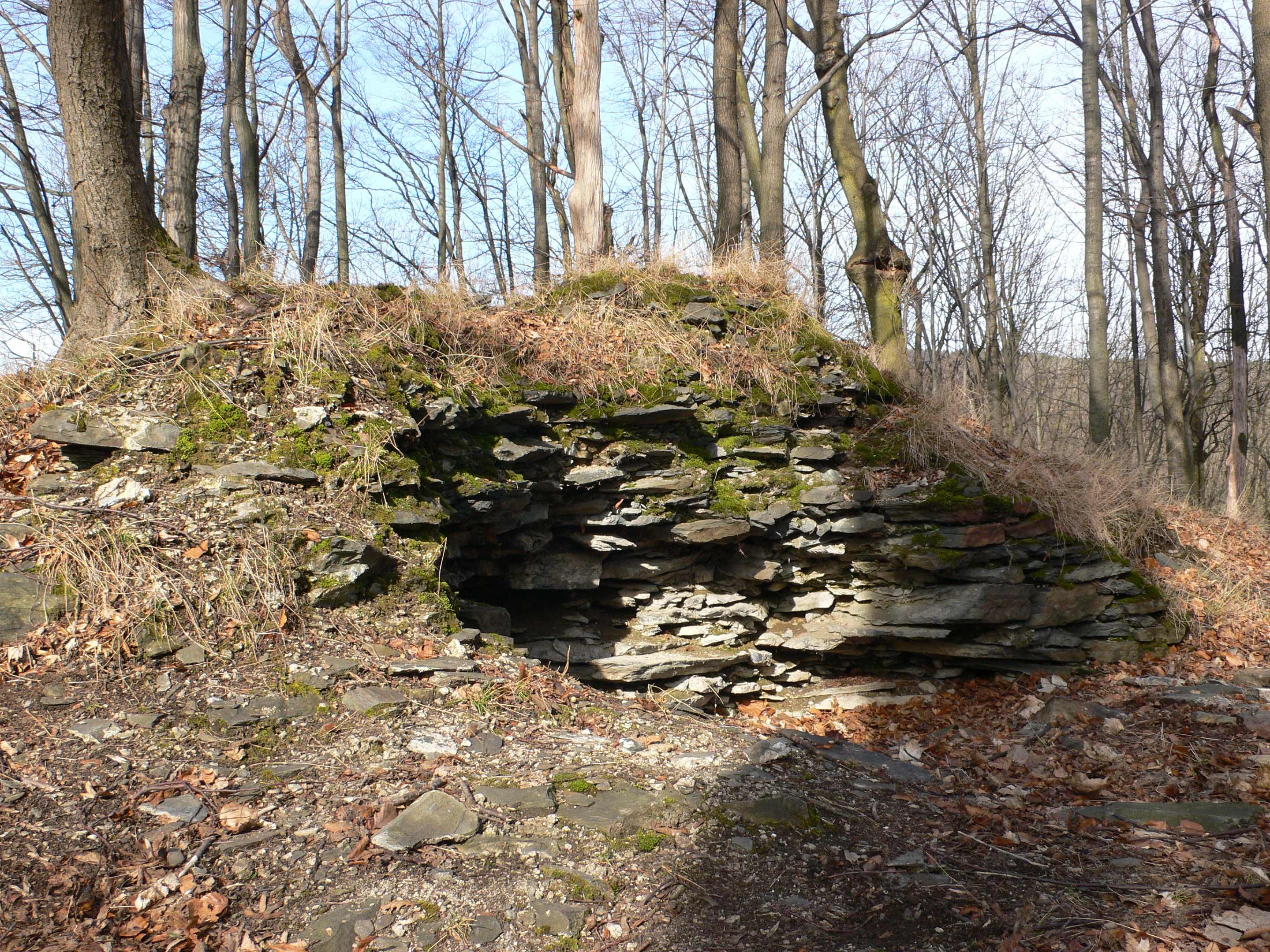
Mauerreste des Burgfrieds

Die Reste der Burg Hluboký (auch Burg Hlubočky) befinden sich über der Ortschaft Hrubá Voda im Westen der Oderberge in Tschechien.

## Geographie
Die Reste der Spornburg liegen östlich von Hrubá Voda über dem Hotel am Rande des Truppenübungsplatzes Libavá auf einem Sporn in einer linksseitigen Flussschleife der Bystřice. Auf der gegenüberliegenden Talseite befindet sich der Clarastolln, einer der Hauptentwässungsstölln des Schieferbergbaus im Niederen Gesenke.

## Geschichte
Die Burg entstand um 1340 als Privatburg des Olmützer Bischofs und stellvertretenden Landeshauptmanns von Mähren, Jan Volek. Nach dessen Tode fiel 1351 das landesherrliche Lehn Hluboky wieder an den böhmischen König Karl I., der es seinem Bruder Markgraf Johann Heinrich überließ. Dieser setzte zur Verwaltung der Burg Kastellane ein. Im Jahre 1364 wurden erstmals die zum Lehngut Hluboky gehörigen Dörfer Hlubočky, Nepřívaz, Hrdibořice, Lhota, Baranov und eine Hälfte von Posluchov namentlich aufgeführt. Zwischen 1371 und 1379 war Půta von Holštejn Kastellan auf Hluboky. Ihm folgte ab 1382 Lacek (I.) von Krawarn, dem Markgraf Jobst von Mähren das Gut im Jahre 1406 eigentümlich überließ. Nachfolgende Besitzer waren ab 1418 Ondřej und Milota von Tworkau sowie später Dobeš von Tworkau. Letzterer war nach Ausbruch der Hussitenkriege ein entschiedener Gegner der Aufständischen. Zu Beginn des Jahres 1425 wurde die Burg von den Hussiten eingenommen und bildete ab März 1425 einen Stützpunkt der Aufständischen, auf dem nach dem Pakt von Sovinec mit Dobeš (Dobeslaus) Puchala als Vertreter von Sigismund Korybut sowie dem den radikalen Flügel zuzuordnenden Petr Holý gleich zwei hussitische Hauptleute residierten und die Belagerung von Olmütz vorbereiteten. Am 20. März 1425 fanden auf der Burg erfolgreiche Verhandlungen zwischen den Hussiten und Mikuláš von Bludov als Abgesandten des Troppauer Herzogs Přemysl I. statt, in deren Folge mehrere Persönlichkeiten, u. a. Ctibor von Cimburk, auf die Seite der Hussiten überwechselten. Nach der Eroberung der Kartause Dollein endeten jedoch die Erfolge der Aufständischen, denen es nicht gelang, Olmütz einzunehmen. Im Sommer 1426 eroberten königliche Truppen unter Hašek von Waldstein und Erzherzog Albrecht nach heftigen Kämpfen die Burg und zerstörten sie auf Befehl König Sigismunds. Wenig später wurde sie von den Truppen Erzherzog Albrechts weiter ruiniert. Die wüste Burg wurde später durch Liška Ryšavá an Jan Pňovský von Sovinec überschrieben. Im Jahre 1437 erwarb Bernhard von Zierotin das wüste Schloss Hluboký mit den zugehörigen Dörfern. Zehn Jahre später veräußerte er es an den Olmützer Bürger Lukas Salzer, der es noch im selben Jahre an Andreas von Studnitz auf Velká Bystřice weiterreichte, der es an seine Herrschaft anschloss. Die letzte Erwähnung des wüsten Schlosses Hluboky erfolgte 1612.
Danach wurde die Ruine nur noch als Pustý zámek bezeichnet und unterlag der Legendenbildung. Bohumír Štéger beschrieb die Ruine in seinem Buch Pověsti o hradech a zámcích ji zpracoval gar als Sitz von Raubrittern. Erst 1955 wurde die Ruine Pustý zámek als Relikt der Burg Hluboký identifiziert.